# Sikorsky S.16
Le Sikorsky S.16 est le premier chasseur de l'Armée de l'air impériale russe utilisé au cours de la Première Guerre mondiale.

## Présentation
Le S.16 est un biplan de chasse biplace.
Il a un châssis en bois, un train d'atterrissage fixe à 4 roues à l'avant et un patin à l'arrière.
Il a été conçu par Igor Ivanovitch Sikorsky dans les ateliers aéronautiques RBVZ situés à Petrograd. Il a été commandé par l'armée russe dans le but d'accompagner les bombardiers Ilia Mouromets dans leur campagnes contre les Allemands. Le premier S.16 est sorti des ateliers en février 1915. La vingtaine d'appareils sera finalement plus utilisée comme avions de reconnaissance, de liaison ou d'entraînement que comme chasseurs. En effet, le S.16 est alors surclassé par les Fokker allemands.

## Variante
Une variante du S.16 a été réalisée : le S.16A. Une aile supérieure plus grande que l'aile inférieure (ce qui en fait un sesquiplan) améliorait la manœuvrabilité de l'appareil.